# Łukasz Nierzwicki
Łukasz Nierzwicki (ur. 4 kwietnia 1991) – polski brydżysta, Mistrz Regionalny, Sędzia Klubowy.

## Wyniki brydżowe

### Zawody europejskie
W europejskich zawodach par zdobył następujące lokaty:
| Zawody europejskie. Konkurencja par | Zawody europejskie. Konkurencja par | Zawody europejskie. Konkurencja par    | Zawody europejskie. Konkurencja par | Zawody europejskie. Konkurencja par | Zawody europejskie. Konkurencja par |
| Rok                                 | Miejsce                             | Zawody                                 | Kategoria                           | Partner                             | Pozycja                             |
| ----------------------------------- | ----------------------------------- | -------------------------------------- | ----------------------------------- | ----------------------------------- | ----------------------------------- |
| 2010                                | Opatija                             | 10. Młodzieżowe Mistrzostwa Europy Par | Młodzież Szkolna                    | Roman Kowalewski                    | 2                                   |